# Conrad Salinger
Conrad Salinger est un compositeur, orchestrateur et arrangeur américain, né le 30 août 1901 à Brookline (Massachusetts), mort le 9 juillet 1962 à Pacific Palisades (quartier de Los Angeles, Californie).

## Biographie

Conrad Salinger (le plus à gauche) dans la classe d'André Gedalge dans les années 1920.

Diplômé de l'Université Harvard, il étudie ensuite l'harmonie et l'orchestration au Conservatoire de Paris, dans les années 1920, avec André Gedalge. Il suit les cours de Nadia Boulanger et se lie avec Maurice Ravel. Il passe sept années à Paris à l'issue desquelles il retourne aux U.S.A. parfaitement bilingue. De retour à New York, il rencontre Adolph Deutsch qui l’engage comme orchestrateur. Il orchestre neuf comédies musicales jouées à Broadway entre 1931 et 1938, collaborant notamment avec David Raksin, Johnny Green, Harold Arlen.

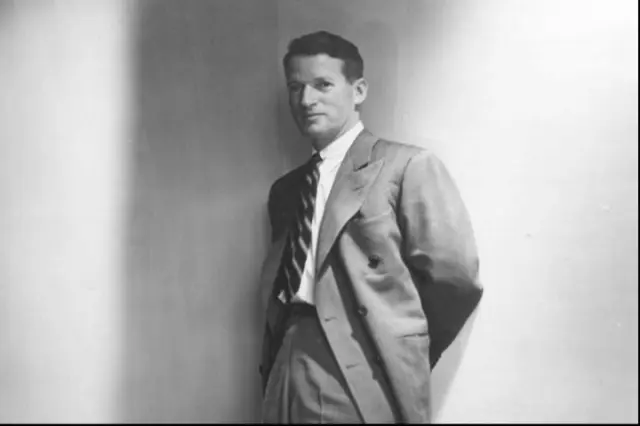
Conrad Salinger dans les années 1940

Après un premier essai en 1931, il commence véritablement à travailler pour le cinéma hollywoodien, notamment avec Alfred Newman, comme orchestrateur et arrangeur, puis pour Amanda, film sorti en 1938. En 1939, il est recruté par les studios de la MGM. Il est surtout connu pour son travail d'orchestrateur sur la plupart des grandes comédies musicales produites par la Metro-Goldwyn-Mayer dans les années 1940 et 1950 (Le Chant du Missouri en 1944, Un Américain à Paris en 1951, Chantons sous la pluie en 1952, Brigadoon en 1954, Gigi en 1958, etc). Sa dernière contribution à ce titre, en 1961 (année de sa mort), est pour Jumbo, la sensation du cirque, film sorti en 1962.
On lui doit aussi les musiques de onze films entre 1946 et 1958 (ainsi que des musiques additionnelles pour deux autres). Notons encore que pour la télévision, il compose la musique de quelques épisodes de la série Bachelor Father (1957).

## Filmographie
Comme compositeur
- 1946 : Le Courage de Lassie (Courage of Lassie) de Fred M. Wilcox (non crédité)
- 1946 : La Pluie qui chante (Till the Clouds roll by) de Richard Whorf (musique additionnelle ; non crédité)
- 1950 : Voyage à Rio (Nancy goes to Rio) de Robert Z. Leonard (non crédité)
- 1950 : Chanson païenne (Pagan Love Song) de Robert Alton (non crédité)
- 1951 : Le Droit de tuer (The Unknown Man), de Richard Thorpe
- 1952 : L'Homme à la carabine (Carbine Williams) de Richard Thorpe
- 1952 : Washington Story (en) de Robert Pirosh
- 1953 : La Femme rêvée (Dream Wife) de Sidney Sheldon
- 1954 : La Dernière Fois que j'ai vu Paris (The Last Time I saw Paris) de Richard Brooks
- 1954 : Tennessee Champ de Fred M. Wilcox
- 1955 : Duel d'espions (The Scarlet Coat) de John Sturges
- 1955 : Les Aventures de Quentin Durward (Quentin Durward) de Richard Thorpe (musique additionnelle ; non crédité)
- 1956 : Gaby de Curtis Bernhardt
- 1958 : Cœurs brisés (Lonelyhearts) (ou Miss Lonelyheart) de Vincent J. Donehue

## Théâtre
Comédies musicales à Broadway, comme orchestrateur
- 1931 : Here goes the Bride, musique de Johnny Green, livret de Peter Arno, lyrics d'Edward Heyman, direction musicale d'Adolph Deutsch, avec Eric Blore
- 1932-1933 : Walk a Little Faster, musique de Vernon Duke, livret de S.J. Perelman et Robert McGunigle, lyrics de E.Y. Harburg, orchestrations en collaboration avec Robert Russell Bennett
- 1934-1935 : Say when, musique de Ray Henderson, livret de Jack McGovan, lyrics de Ted Koehler, avec Bob Hope
- 1934-1935 : Calling All Stars, revue, musique d'Harry Akst, lyrics de Lew Brown, sketches d'auteurs divers, orchestrations en collaboration avec Hans Spialek, avec Helen Mack
- 1934-1935 : Thumbs up !, musique de James Hanley et Henry Sullivan, livret de H.I. Phillips et Harold Atteridge, lyrics de Ballard McDonald et Earle Crooker, orchestrations en collaboration avec Hans Spialek et David Raksin
- 1935 : Parade, musique, livret et lyrics de divers auteurs, orchestrations en collaboration avec David Raksin et Robert Russell Bennett, avec Charles Walters
- 1935-1936 : George White's Scandals 1936, musique de Ray Henderson, lyrics de Jack Yellen, livret de divers auteurs, orchestrations en collaboration avec Robert Russell Bennett
- 1937-1938 : Hooray for what !, musique de Harold Arlen, livret de Howard Lindsay et Russel Crouse, lyrics de E.Y. Harburg, orchestrations en collaboration avec Don Walker, Joseph Glover et Paul Sterrett, mise en scène de Vincente Minnelli
- 1937-1938 : Between the Devil, musique d'Arthur Schwartz, livret et lyrics de Howard Dietz, orchestrations en collaboration avec Ardon Cornwell, Phil Wall et Hans Spialek, avec Jack Buchanan, Charles Walters